# Joseph Muyldermans
Joseph Muyldermans (* 12. August 1891 in Mechelen; † 30. November 1964) war ein belgischer katholischer Patristiker.

## Leben
Nach der Priesterweihe 1921 lehrte er als Professor für Armenisch und Georgisch an der Katholieke Universiteit Leuven.

## Schriften (Auswahl)
- Le Costume liturgique arménien. Étude historique. Paris 1926, OCLC 708296499.
- La domination arabe en Arménie. Extrait de l’histoire universelle de Vardan. Louvain 1927, OCLC 732312264.
- A travers la tradition manuscrite d’Évagre le Pontique. Essai sur les manuscrits grecs conservés à la Bibliothèque Nationale de Paris. Louvain 1932, OCLC 612737784.
- Evagriana Syriaca. Textes inédits du British Museum et de la Vaticane. Louvain 1952, OCLC 556220052.